# Friedrich-Alexander-Universität Erlangen-Nürnberg
Friedrich-Alexander-Universität Erlangen-Nürnberg, často vystupující pod zkratkou FAU, je veřejná výzkumná vysoká škola sídlící v německých městech Erlangen a Norimberk. V názvu univerzity jsou uctěni její zakladatel bayreuthský kníže Friedrich III. a její podporovatel ansbašský kníže Alexander. Jsou v názvu od roku 1769, jejich podobizny jsou i ve znaku školy. Univerzita byla založena roku 1742 a nejprve sídlila v Bayreuthu. Roku 1743 přesídlila do Erlangenu a tento rok univerzita dnes považuje za datum svého vzniku. Po zrušení Altdorfské univerzity roku 1809 získala v roce 1818 erlangenská univerzita její knihovnu. Od roku 1825 se hlavní sídlo školy nachází v Erlangenském zámku (postaven 1704). Roku 1961 byla erlangenská univerzita sloučena s ekonomickou a sociálně vědní vysokou školou v Norimberku (založena 1919). Časem s ní byly sloučeny některé další instituce vyššího vzdělávání v Norimberku. Byla založena jako univerzita protestantská, ale postupně se sekularizovala. Roku 1994 univerzita získala rozsáhlý pozemek opuštěný americkou armádou, na němž byl vybudován kampus známý jako Röthelheim. Otevřen byl v roce 2001. Od reformy v roce 2007 má univerzita pět fakult: Fakultu humanitních a sociálních věd a teologie, Provozně ekonomickou a právnickou fakultu, Lékařskou fakultu, Přírodovědeckou fakultu a Strojírenskou fakultu. Studuje na ní okolo 30 tisíc studentů. Ke známým absolventům školy patří nositel Nobelovy ceny za chemii Eduard Buchner, chemik Justus von Liebig, fyzik Georg Simon Ohm, matematička Emmy Noetherová, zakladatel homeopatie Samuel Hahnemann, filozof Ludwig Feuerbach, geograf Walter Christaller, šachista Emanuel Lasker, spisovatelé Hans Magnus Enzensberger a Ludwig Tieck, spolkový kancléř Ludwig Erhard nebo předseda CSU Markus Söder. Podle QS World University Rankings 2024 je 229. nejkvalitnější univerzitou na světě a 96. v Evropě.